# Christopher Deninger
Christopher Deninger (Frankfurt am Main, 8 de abril de 1958) é um matemático alemão.
É professor da Universidade de Münster. Contribuiu com a teoria dos números e geometria algébrica.
Deninger obteve um doutorado na Universidade de Colônia em 1982, orientado por Curt Meyer. Em 1992 recebeu o Prêmio Gottfried Wilhelm Leibniz, juntamente com Michael Rapoport, Peter Schneider e Thomas Zink. Foi palestrante no Congresso Internacional de Matemáticos de 1998 em Berlim.
Em 2012 tornou-se fellow da American Mathematical Society.